# 化油器

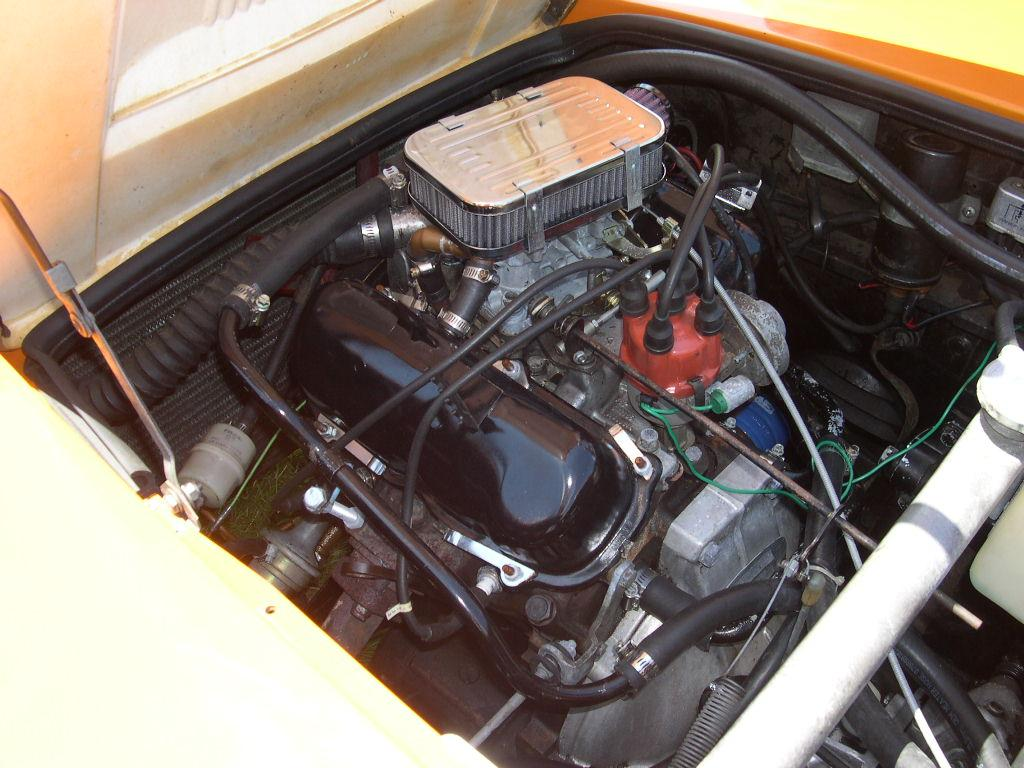
早期的化油器引擎

化油器（英語：Carburetor）是汽車、機車裡發動機中的一個供油裝置，其作用是利用發動機工作產生的真空負壓將一定比例的汽油與空氣混合，之後將混合氣供給發動機的燃燒室。一公斤汽油完全燃燒需要大約15公斤的空氣，所以油和氣混合很重要。化油器吸進空氣的通道中間是一個較窄的喉部，加速引擎吸進的空氣，產生文氏管效應將細管中的燃油吸出、霧化、和空氣相混合，汽車的化油器通常包括燃油室、阻風門、怠速量孔、主量孔、空氣節流喉管和加速泵等部分。
雖然化油器的構造簡單耐用、成本低廉，不過其供油精準度已經無法滿足現今嚴苛的環保法規，所以在近十幾年已發展国家汽车市场的新車上，已經看不見化油器了。但是在发展中国家（如印度）的廉价新车上，还非常的普遍。
化油器在高端的摩托车上也被燃料噴射裝置技术取代，但基于体积、技术、成本等问题，在中、低價的摩托车，以及各种各样的通用机械上还将长期使用。
＊化油器並不代表廉價，在訂製車、美式復古車等高端市場仍舊擁有絕對的人氣。
目前化油器的應用很廣泛，包括：摩托車、船外機、汽油發電機、水泵、割灌機、綠籬機、掃雪機、油鋸、園林拖拉機、高壓清洗機、動力噴霧機、空氣體壓縮機、打夯機、手提挖坑機、旋耕機等。
化油器行业知名厂家有：日本的三国Mikuni、京滨Keihin、泰凯TK和美国的华博罗Walbro等。

## 歷史

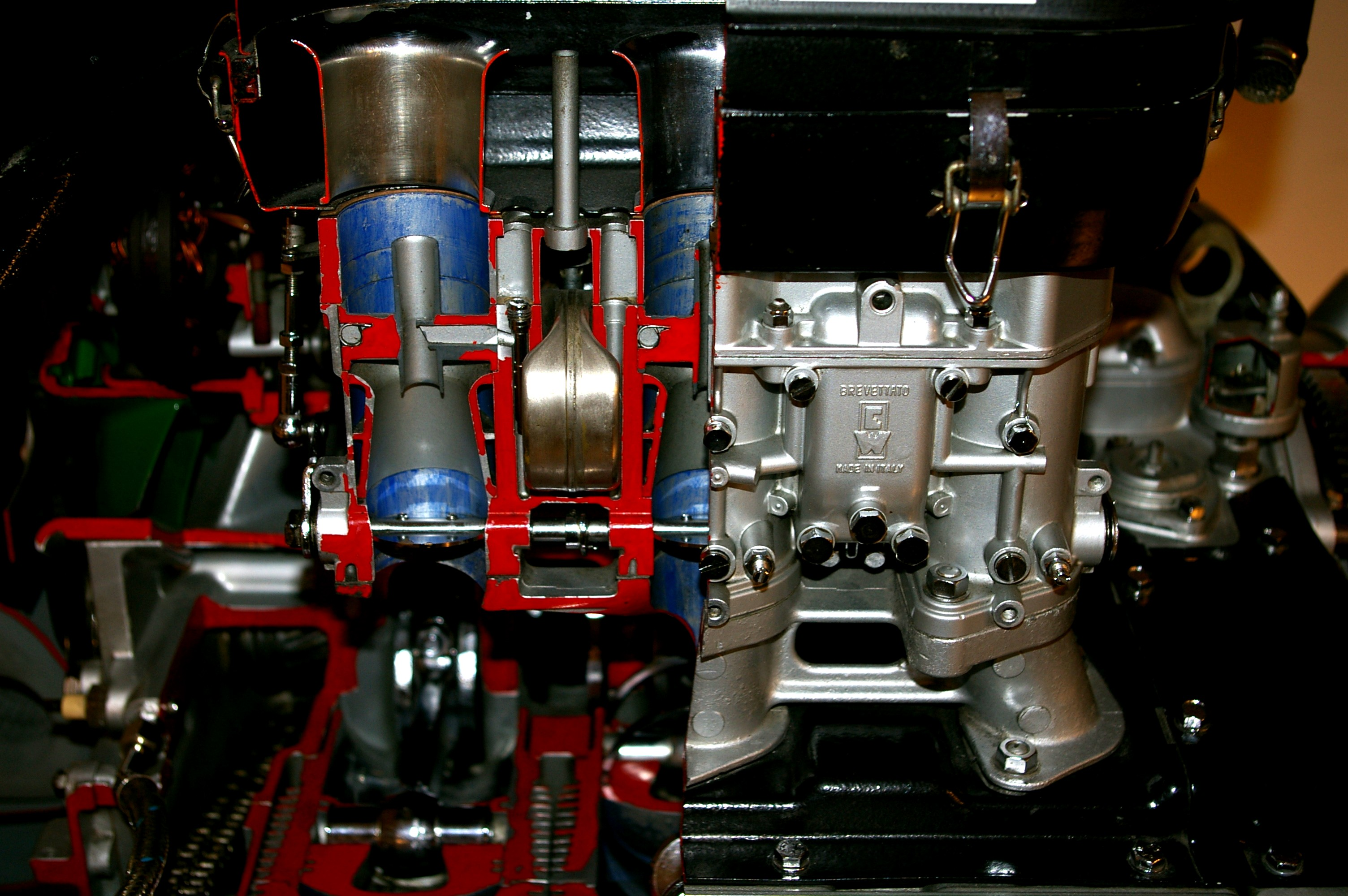

在1893年Frederick W. Lanchester一位伯明罕的工程師首度將化油器安裝在汽車上。
而在1896年Frederick與他哥哥造了第一台以汽油當燃料的單缸5hp、鏈條傳動汽車，不過由於這台車的表現以及動力實在差強人意，所以他們在隔年又重造了配備一具雙缸水平對臥引擎加上新設計化油器的汽車。這台使用化油器的車在1900年完成了1000英里的行程，是汽車工程上的一大突破。
在過去1980年代中期，工程師們發現燃油噴射(Fuel Injection)具有更多的優點後，化油器系統在汽車工程上便逐漸被淘汰，在美國最後一台配備化油器的車是福特汽車在1991年推出的5.8升Ford Crown Victoria Police Interceptor。不過因為價格便宜和早期燃油噴射系統在油門反應上的延遲問題，大多數的機車則還是繼續使用化油器。
在2005後，由於環保法規更為嚴格，越來越多的機車開始使用燃油噴射。但是可以在一些小型引擎（如汽油發電機或割草機等）及一些古早或較特殊像一些房車賽的汽車上發現化油器的蹤跡。

## 原理
化油器是利用伯努利定律：氣體流動得越快，它的靜態壓力便越低，而動態壓力則越高。
而節流閥（由油門控制）不是直接控制燃油的流量，而是控制在引擎運轉時被吸入的空氣流量。而吸入空氣的速度便產生一個壓力，利用這個壓力來控制進入引擎的燃油多寡。
較早期的引擎多是使用上吸式化油器(updraft carburetor)，氣體在化油器中流動方向為由下到上。這種化油器不會讓過多的油滴進入歧管，所以好處就是不會發生「溢油」（flooded engine，引擎內油氣太濃使車不易發動），且這種化油器在紙質空濾發明前還有一大優點，就是可以利用設置在化油器下的油浴空濾來過濾要進入引擎的空氣。
到了1930年代晚期，美國汽車以下吸式化油器(downdraft carburetors)為主流。而在歐洲，因為相較於下吸式，側吸式化油器(sidedraft carburetors)有較好的空間配置能力和SU（Skinners Union:為一主要製造側吸式化油器的公司）型化油器的發展，所以以側吸式為大宗。而現在還是有一些小型的螺旋槳飛機還是使用上吸式化油器。

## 運作
化油器可以分為固定文氏管（Fixed-venturi）和可變文氏管（Variable-venturi）兩種
文氏管（venturi）是運用伯努利原理和連續性方程式的裝置。當一管路的截面積縮小時，此時管路內的流體為了滿足連續性方程式，所以流速會上升而壓力則會因為伯努利定律而下降。
固定文氏管在化油器的文氏管部分，因為壓力下降所以會將燃料吸到氣流中，這種構造可以在美國和一些日本汽車所使用的下吸式化油器上發現。
可變文氏管則是利用滑塊和滑塊上的楔形油針，滑塊控制文氏管的管路截面積，油針控制主油嘴的截面積。
而可變文氏管又主要可分為兩種。一種是負壓式，油門控制的是化油器上的一個節流閥，然後利用一個真空系統來控制滑塊和油針。另一種則是直拉式，直接使用油門控制滑塊和油針，這種化油器主要使用在一些小型的機車和越野摩托車上。
而可變文氏管化油器通常會配備加速泵來改善油門突然大開而吸不到油的缺點。
所以簡而言之化油器的主要工作就是：
1. 決定進入引擎的空氣量。
2. 同時決定應該噴入多少汽油到氣流中。
3. 將兩者均勻混合。

這些工作在空氣和汽油是理想氣體時看起來很簡單，但實際上由於空氣阻力、黏滯力、慣性等等的影響，所以在引擎不同轉速時需要考量到大量複雜的問題。且化油器還需要在不同的環境溫度、壓力、負載、冷車啟動、熱車啟動、加速、減速等等的情況下提供適當的混合比。為了滿足以上這些條件，現在的化油器大部分構造都非常複雜。

## 構造

固定文氏管式化油器的基本構造

化油器主要就是由一根通到引擎的管子所構成。這根管子的內部是文氏管的形狀，在文氏管較細的部分會有主油嘴，所以當氣流通過文氏管流速增快、壓力下降時就會將汽油吸到氣流中。在文氏管的一端有著蝶形閥或稱節流閥，長的樣子就是一片可以旋轉的圓形片狀物，可以控制氣流流量，而氣流的流量就決定了進入引擎油氣的多寡，從而控制引擎的出力和轉速。
- 啟動(Off-idle circuit)

在節流閥後會有一個額外的低速油嘴，當油門稍微開啟時便會從這個低速油嘴吸出汽油，以補償節流閥開啟時所造成的真空度降低，改善混合比不穩定的情況。
- 主油路(Main open-throttle circuit)

當節流閥開度更大時，由於歧管內的真空度下降導致怠速和off-怠速系統的流量減少，所以這時候就是化油器內文氏管構造發生作用的時候了，如之前所說當氣流經過文氏管細的部分時，由於壓力的下降，便從主油嘴中吸出汽油。
- 加速泵浦(Accelerator pump)

由於汽油在液態時慣性比空氣還要大，所以在油門突然開啟時，氣流增大的速度遠大於汽油的速度導致混合比突然下降(lean)，以致於要加速時引擎轉速卻下降的情況。為了避免這種情況，工程師們使用的方法就是為化油器加上一個小小的泵浦，由連桿受到節流閥的控制。當油門開啟的瞬間便會用泵浦將汽油直接噴入氣流中，以補償混合比的濃度。
- 阻風門(Choke)

由於在冷車時，汽油的氣化效果不好，容易在歧管壁上凝結，導致油氣太稀發車不易。為了供應更濃的油氣，阻風門是最普遍使用的一種方式。他是在文氏管前的一個裝置，用來限制空氣流過文氏管的流量，讓化油器內的真空度上升，使更多的油氣從主油路被吸到氣流中。另一種比較新式的方法則是另外開一個油道，阻風門拉起時油道供油。增加油氣濃度達到冷啟動目標，總而言之兩種方法都是將冷車時的油氣變濃，因為在車到達工作溫度前，需要較濃的混合比來啟動和暖車。
- 浮筒室(Float chamber)

為了供應穩定的油氣，化油器上還有一個叫做浮筒室的裝置，浮筒室內裝著準備被各油路使用的汽油而室內壓力約等於大氣壓力。而室內的汽油量則受到浮筒和一個針閥的控制。當汽油不足時，浮筒下降針閥開啟，汽油便會補充至浮筒再度將針閥關閉為止。